# 安藤敏彦
安藤 敏彦（あんどう としひこ）は、日本の男性元アニメ監督、演出家。元シンエイ動画所属。

## 来歴・人物
藤子不二雄アニメ作品を中心に、演出助手・絵コンテ・演出で多くの作品に携わる。1994年に公開された短編映画『ドラミちゃん 青いストローハット』で初監督を務める。
代表作ともいえる『ドラえもん (1979年のテレビアニメ)』では、1980年代中期に原恵一とコンビで演出を担当。堅実な作風であったが、1988年11月11日放送「カメレオンちゃ」の絵コンテ・演出担当でのジャイアンとスネ夫の手を痛がる描写で特段ドラえもんの道具は使用していないにもかかわらず真っ赤な手を拡大した怪作演出をしたことを皮切りに、少しずつではあるが1990年代以降その演出を採用していき、2000年代に入ると本格的に暴走気味の演出がなされた怪作を数多く生み出し、インターネット上の一部ファンの間では、当時同じく暴走演出家とされていた渡辺歩と並び話題にあがることが度々あった。声優・スタッフを一新したリニューアル後も引き続きシリーズに参加していたが、2011年3月4日放送「ロボット・ボロよ、永遠に」の絵コンテ・演出担当をもって降板した。安藤の一部担当回ではスネ夫のママが頻繁に登場しており、作品に参加していたアニメーターからは「安藤回でいつも感じられるスネママ愛」とも語られている。
『ドラえもん』を離れた後、2012年より『NINJAハットリくん リターンズ』に絵コンテ・演出として参加するなどしていたが、現在はシンエイ動画を退職してアニメーション制作からは一線を退いている。

## 参加作品

### テレビアニメ
- ドラえもんシリーズ（絵コンテ・演出）
  - ドラえもん  (1979年のテレビアニメ) （1979年-2005年）
  - ドラえもん  (2005年のテレビアニメ) （2005年-）
- 怪物くん （1980年-1982年、絵コンテ・演出助手）
- フクちゃん （1982年-1984年、演出助手）
- 美味しんぼ （1988年-1992年、絵コンテ・演出）
- チンプイ （1989年-1991年、絵コンテ・演出）
- 21エモン （1991年-1992年、絵コンテ・演出）
- NINJAハットリくん リターンズ （2012年、絵コンテ・演出）

### 劇場映画
- ドラえもん のび太の恐竜 （1980年、演出助手）
- 怪物くん 怪物ランドの招待 （1981年、演出助手[2]）
- 怪物くん デーモンの剣 （1982年、演出助手[3]）
- ドラえもん のび太の魔界大冒険 （1984年、演出助手）
- ドラえもん のび太の宇宙小戦争 （1985年、演出助手[4]）
- ドラえもん のび太と鉄人兵団 （1986年、演出助手[4]）
- ドラえもん のび太と竜の騎士 （1987年、演出助手[5]）
- ドラえもん のび太の日本誕生 （1989年、演出助手[6]）
- ドラミちゃん 青いストローハット （1994年、監督）